# Taranaki (Region)
Die Region Taranaki (englisch Taranaki Region) ist flächenmäßig die zweitkleinste der Verwaltungsregionen der Nordinsel von Neuseeland. Der Rat der Region, Taranaki Regional Council genannt,  hat seinen Sitz in Stratford.

## Geografie

### Geographische Lage
Die Taranaki Region bedeckt mit 7254 km² reiner Landfläche das gesamte Einzugsgebiet des 2518 m hohen Vulkans Mount Taranaki und einen Teil des im Osten angrenzenden Hinterlandes. Mit 109.608 im Jahr 2013 gezählten Einwohnern kommt die Region auf eine Bevölkerungsdichte von 15,1 Einwohner pro km² und stellt damit die Region mit der vierthöchsten Bevölkerungsdichte aller 17 Regionen des Landes dar.
Die größte Stadt der Region ist New Plymouth mit rund 50.000 Einwohnern, gefolgt von Waitara mit rund 6500, Stratford mit rund 5300, Eltham mit rund 2000 und Pātea mit rund 1150 Einwohnern.

### Klima
Die Region steht unter dem Einfluss westlicher Winde die von der Tasmansee her kommen. Die Sommer sind gemäßigt warm und die Winter mild. Die mittleren Sommerhöchsttemperaturen liegen zwischen 20° C und 23° C im Sommer und 2° C bis 8° C im Winter und die Niederschläge zwischen 1100 und über 2000 mm über das Jahr verteilt, wobei die trockeneren Gebiete eher im südlichen Küstenbereich liegen und die feuchteren um den Mount Taranaki und nach Nordosten hin. Die Sonnenscheindauer ist sehr unterschiedlich verteilt. Die Küstenregionen und in einem schmalen Band östlich des Mount Taranaki liegen zwischen 2000 und 2100 Stunden pro Jahr der Taranaki und der Osten der Region kommen auf Sonnenscheindauer zwischen 1700 und 1850 Stunden.

## Geschichte
Die vermehrte Ankunft von europäischen Siedlern, die ins Land vordrangen und Land von den Māori kaufen wollten, entstanden Konflikte, die in den 1860er Jahren in Taranaki zu kriegerischen Auseinandersetzungen führten. Gegen die militärisch gut ausgerüsteten britischen Soldaten und Siedler hatten die Māori wenig Chancen. Sie unterlagen, wurden teilweise enteignet und ihr Land an die Siedler verkauft.

## Bevölkerung

### Bevölkerungsentwicklung
Von den 109.608 Einwohnern der Region waren 2013 18.150 Einwohner Māori-stämmig (16,5 %). Damit lebten 3,0 % der Māori-Bevölkerung des Landes in der Region Taranaki. Das durchschnittliche Einkommen in der Bevölkerung lag 2013 bei 29.100 NZ$ gegenüber 28.500 NZ$ im Landesdurchschnitt.

### Herkunft und Sprachen
Die Frage nach der Zugehörigkeit einer ethnischen Gruppe beantworteten in der Volkszählung 2013 86,2 % mit Europäer zu sein, 17,4 % gaben an, Māori-Wurzeln zu haben, 1,6 % kamen von den Inseln des pazifischen Raums und 3,4 % stammten aus Asien (Mehrfachnennungen waren möglich). 12,8 % der Bevölkerung gab an, in Übersee geboren zu sein, und 3,7 % der Bevölkerung sprachen Māori, unter den Māori 18,2 %.

## Verwaltung
Die Region Taranaki besitzt einen Verwaltungsrat, der Regional Council genannt und von einem Chairman (Vorsitzenden) geführt wird. In dem Council sitzen elf gewählte Councillors (Ratsmitglieder), die vier Constituencies (Wahlbezirke), New Plymouth mit fünf Councillors, South Taranaki mit drei, North Taranaki mit zwei und Stratford mit einem Councillor vertreten. Die Ratsmitglieder, die aus ihren Reihen den Vorsitzenden bestimmen, werden alle drei Jahre neu gewählt.
Des Weiteren ist die Region in sechs Distrikte und einer eigenständigen Stadt aufgeteilt:
- Mokoia District (zu unterscheiden von Mokoia Island auf der anderen Seite der Nordinsel)[8]
- New Plymouth District
- Stratford District (teilweise, ca. 70 %)
- South Taranaki District

Während die Regionalverwaltung für die Binnen- und Küstengewässer, für die Häfen, für Land, Luft, Erosion, Katastrophenschutz, Transportplanung und die regionale Entwicklung verantwortlich ist, sind die Verwaltungen der Distrikte für alle anderen Belange der Bürger zuständig und die Angelegenheiten, die in einer Kommune geregelt werden müssen.

## Wirtschaft

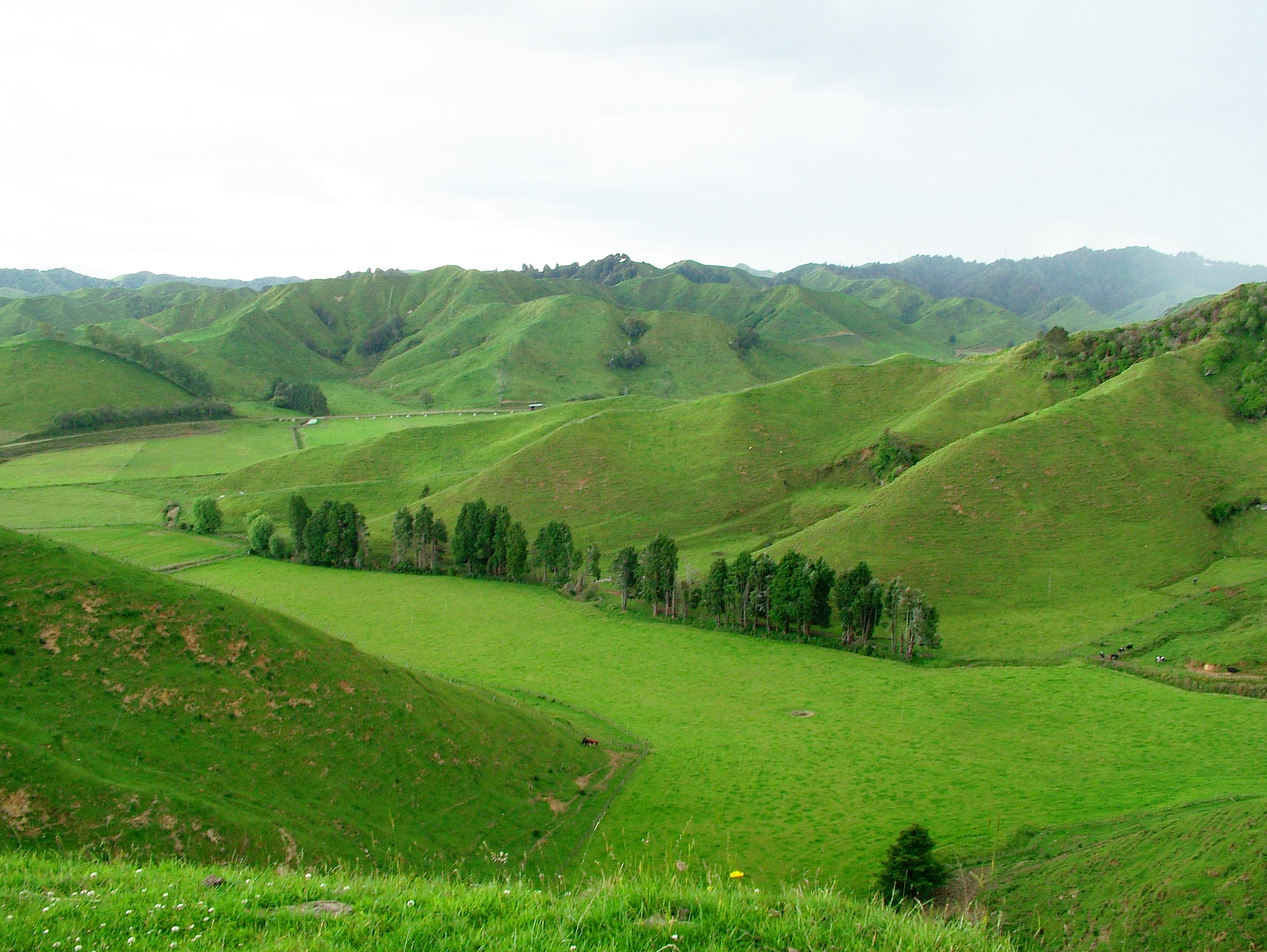
Wiesen und Hügel in Taranaki

Wegen des fruchtbaren Bodens und des regenreichen Wetters eignet sich Taranaki besonders gut für Landwirtschaft, insbesondere für die Milchwirtschaft. In Whareroa in der Nähe der Stadt Hawera befindet sich die zweitgrößte Molkerei der südlichen Halbkugel, betrieben von Fonterra.
Ein weiterer bedeutender Wirtschaftszweig entstand bereits Mitte des 19. Jahrhunderts, als man vor der Westküste auf Erdöl und Erdgas stieß. Neben einem mit Erdgas betriebenen Kraftwerk siedelten sich Öl- und Gas-verarbeitenden Unternehmen in New Plymouth an.
Der Tourismus stellt an den Küstenabschnitten nördlich und südlich von Cape Egmont eine wichtige Einnahmequelle dar. Die Küsten eignen sich zum Surfen und Windsurfen und ziehen zahlreiche Sportler an.

## Verkehr
Erschlossen ist die Region Taranaki durch den New Zealand State Highway 3, der im Norden und im Süden jeweils an den Küsten verläuft und östlich des Mount Taranaki die Region in Nord-Süd-Richtung durchquert. Hinzu kommen die State Highways 29, 45 und ein kleines abkürzendes Stück State Highway 3A.

## Mokoia-Meteorit
Am 26. November 1908 ging der erste belegte neuseeländische Meteorit über dem Distrikt Mokoia nieder.
Es wurde berichtet, dass während der Zeit der Mittagsruhe Geräusche ähnlich Gewehrsalven, einem Hochofen oder einem lauten Knall wie durch Sprengstoff das Vieh in Panik versetzten. Augenzeugen berichteten einen weißen Blitz gesehen zu haben, der über den Himmel schoss und einen langen weißen Schweif hinter sich her zog. Bis zu einem weiteren Niedergang 2004 in Auckland war dies der einzige aufgezeichnete Meteoritenfall in Neuseeland. Der Mokoia-Meteorit hat eine Masse von 4,5 kg und wird klassifiziert als  Kohliger Chondrit vom Typ 3 (CV3).